# El Capulín (Michoacán)
El Capulín es una localidad del estado mexicano de Michoacán. Es parte del municipio de Vista Hermosa.

## Demografía
| Gráfica de evolución demográfica |
|                                  |

| Censo | Población |
| ----- | --------- |
| 1930  | 393       |
| 1940  | 1210      |
| 1950  | 2095      |
| 1960  | 2876      |
| 1970  | 2701      |
| 1980  | 1815      |
| 1990  | 3032      |
| 2000  | 2669      |
| 2010  | 2438      |
| 2020  | 2556      |